# Limšius
Limšius je řeka 2. řádu uprostřed Litvy v okrese Kaišiadorys, levý přítok řeky Strėva. Pramení 0,5 km severovýchodně od vsi Kazokai, 5 km na severoseverozápad od Kruonisu. Teče zpočátku směrem severoseverovýchodním, po soutoku s říčkou Juodupis se stáčí ostře k východu a počíná meandrovat. Po soutoku s říčkou Dūmė se pomaleji stáčí směrem severoseverovýchodním, u vsi Mediniai Strėvininkai se stáčí k západoseverozápadu a tím směrem pokračuje až k ústí do řeky Strėva, do které se vlévá naproti vsi Pavuolis, 7 km západně od města Žežmariai, 12,5 km od jejího ústí do Němenu jako její levý přítok.

## Přítoky
- Levé:

| Hydrologické pořadí | Řeka     | Délka (km) | Povodí (km²) | Vzdálenost od ústí (km) | Ústí kde  | Koordináty ústí                  |
| ------------------- | -------- | ---------- | ------------ | ----------------------- | --------- | -------------------------------- |
| 10011423            | L – 1    | 2,5        | 2,9          | 15,8                    | Ąžuolinė  | 54°45′2″ s. š., 24°19′23″ v. d.  |
| 10011425            | Juodupis | 4,4        | 16,5         | 11,9                    | Palimšiai | 54°46′50″ s. š., 24°20′38″ v. d. |
| 10011426            | Dūmė     | 6,7        | 17,5         | 9,7                     | Palimšiys | 54°46′48″ s. š., 24°22′14″ v. d. |

- Pravé:

| Hydrologické pořadí | Řeka | Délka (km) | Povodí (km²) | Vzdálenost od ústí (km) | Ústí kde  | Koordináty ústí                  |
| ------------------- | ---- | ---------- | ------------ | ----------------------- | --------- | -------------------------------- |
| 10011424            | Vaja | 5,3        | 8,3          | 13,0                    | Palimšiai | 54°46′18″ s. š., 24°20′22″ v. d. |